# Nūrpur Kalān
Nūrpur Kalān är en ort i Indien.   Den ligger i distriktet Rupnagar och delstaten Punjab, i den norra delen av landet, 290 km norr om huvudstaden New Delhi. Nūrpur Kalān ligger 299 meter över havet och antalet invånare är 9 437.
Terrängen runt Nūrpur Kalān är platt. Runt Nūrpur Kalān är det tätbefolkat, med 476 invånare per kvadratkilometer. Närmaste större samhälle är Anandpur Sāhib, 8,3 km norr om Nūrpur Kalān. Trakten runt Nūrpur Kalān består till största delen av jordbruksmark.